# Goldie Harvey
Goldie Harvey, właśc. Susan Oluwabimpe Filani (ur. 23 października 1983 w Lagos, zm. 14 lutego 2013 tamże) – nigeryjska piosenkarka, wykonująca utwory R&B, i electropop, raperka i autorka tekstów.

## Życiorys
Pochodziła z rodziny urzędnika bankowego. Uczyła się w chrześcijańskim koledżu św. Jana w Lagos. Wcześnie straciła matkę, a jej ojciec ożenił się ponownie. W grudniu 2005 wyszła za mąż za Brytyjczyka, Andrew Harveya. Dwa lata później ukończyła studia licencjackie w zakresie Business Management, na Uniwersytecie Sunderland. 
Pod pseudonimem Goldie Harvey w 2009 rozpoczęła karierę piosenkarską. Po sukcesie pierwszego albumu Gold, kolejnym przełomowym wydarzeniem w jej karierze stał się pierwszy występ telewizyjny w 2012 - w programie Big Brother Africa. Była laureatką kilku prestiżowych nagród afrykańskiej sceny muzycznej, w tym nagrody Top Naija. W 2013 wzięła udział w rozdaniu nagród Grammy w Los Angeles. Po powrocie z tej uroczystości zaczęła uskarżać się na silne bóle głowy. Zmarła w szpitalu w Lagos. Przyczyną śmierci był krwiak śródczaszkowy.

## Dyskografia

### Albumy
- 2010 – Gold
- 2011 – Gold Reloaded